# 福尔迪普拉讷
福尔迪普拉讷（法語：Fort-du-Plasne，法語發音：[fɔʁ dy plan]）是法国汝拉省的一个市镇，位于该省东南部，属于圣克洛德区。

## 地理
福尔迪普拉讷（46°37'6"N, 5°59'20"E）面积12.92 平方千米，位于法国勃艮第-弗朗什-孔泰大區汝拉省，该省份为法国东部内陆省份，北起上索恩省，西北接科多尔省，西临索恩-卢瓦尔省，南至安省，东与杜省和瑞士接壤。
与福尔迪普拉讷接壤的市镇（或旧市镇、城区）包括：莱普朗什昂蒙塔涅、拉绍米斯、拉绍迪东比耶、昂特尔德蒙、下丰西讷、拉克德鲁日特吕特、圣洛朗昂格朗沃。
福尔迪普拉讷的时区为UTC+01:00、UTC+02:00（夏令时）。

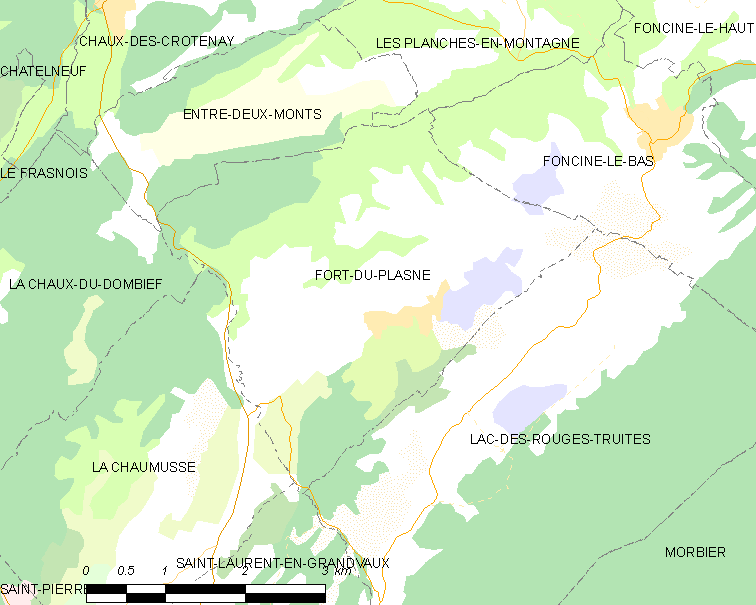
福尔迪普拉讷的OSM定位图

## 行政
福尔迪普拉讷的邮政编码为39150，INSEE市镇编码为39232。

## 政治
福尔迪普拉讷所属的省级选区为圣洛朗昂格朗沃县。

## 人口

1962-2008年间福尔迪普拉讷人口变化图示

福尔迪普拉讷于2022年1月1日时的人口数量为478人。